# Mary Wortley-Montagu
Mary Wortley Montagu, contessa di Bute (Costantinopoli, 1718 – Isleworth, 6 novembre 1794), è stata una nobile britannica.

## Biografia
Era la figlia di Sir Edward Wortley-Montagu, e di sua moglie, Lady Mary Pierrepont, figlia di Evelyn Pierrepont, I duca di Kingston-upon-Hull. È nata durante il mandato di suo padre come ambasciatore presso l'Impero Ottomano, di cui sua madre ha scritto nelle sue Lettere dell'ambasciata turca.

## Matrimonio
Sposò, il 27 agosto 1736, John Stuart, III conte di Bute (25 maggio 1713–10 marzo 1792), figlio di James Stuart, II conte di Bute. Ebbero undici figli:
- Lady Mary Stuart (1741-5 aprile 1824), sposò James Lowther, I conte di Lonsdale, non ebbero figli;
- John Stuart, I marchese di Bute (30 giugno 1744-16 novembre 1814);
- Lady Anne Stuart (1745-1780), sposò Hugh Percy, II duca di Northumberland, non ebbero figli;
- James Archibald Stuart (19 settembre 1747-1 marzo 1818);
- Lady Jane Stuart (1748-28 febbraio 1828), sposò George Macartney, I conte Macartney, non ebbero figli;
- Lady Augusta Stuart (1749-1778), sposò il capitano Andrew Corbet (o Corbett);
- Frederick Stuart (1751-17 maggio 1802);
- Charles Stuart (1753- 25 maggio 1801), sposò Louisa Bertie, ebbero due figli;
- William Stuart, arcivescovo di Armagh (marzo 1755-6 maggio 1822), sposò Sophia Penn, ebbero tre figli;
- Lady Louisa Stuart (12 agosto 1757-4 agosto 1851)[2];
- Lady Caroline Stuart (1763-20 gennaio 1813), sposò John Dawson, I conte di Portarlington, ebbero cinque figli.

Nel 1761, è stata creata baronessa Mount Stuart di Wortley.
Nel 1762 suo marito divenne Primo ministro della Gran Bretagna.

## Morte
Lady Bute morì il 6 novembre 1794 a Isleworth. Il figlio maggiore, John, le succedette al titolo.
Scrivendo per l'Oxford Dictionary of National Biography, Karl Wolfgang Schweizer ha affermato che: "Lady Bute sembra essere stata una donna di prudenza, lealtà e tatto, molto devota a suo marito e alla sua famiglia".